# Jade Goody

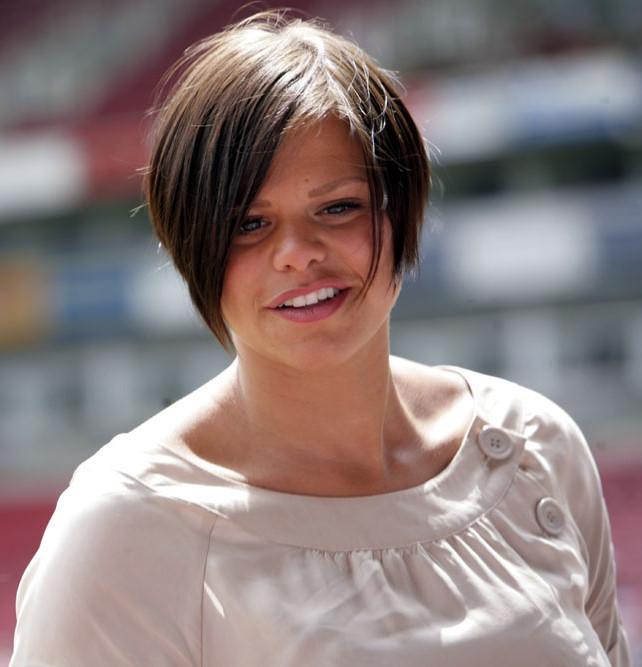
Jade Goody in London (2007)

Jade Cerisa Lorraine Goody (* 5. Juni 1981 in Bermondsey; † 22. März 2009 in Upshire, Gemeinde Waltham Abbey, Essex) war eine britische Reality-TV-Teilnehmerin, die innerhalb des Vereinigten Königreiches 2002 durch die Sendung Big Brother des Senders Channel 4 bekannt wurde.

## Biographie
Goody veröffentlichte ihre Autobiographie und verschiedene Fitness-Programme auf DVD. Jade’s Shape Challenge geriet in die öffentliche Kritik, als die Daily Mail publizierte, dass Goody £ 4500 für Fettabsaugung in einer Privatklinik bezahlt hatte.
Im Januar 2007 nahm Goody an der Show Celebrity Big Brother teil, wobei ihre rassistischen Kommentare über ihre Mitkandidatin, die indische Schauspielerin Shilpa Shetty, ihre nationale Bekanntheit weiter steigerte. Um Abbitte zu leisten, trat Goody in Bigg Boss, der indischen Ausgabe der Sendung Big Brother auf. Dort erfuhr sie im August 2008 vor laufenden Kameras, dass sie an Gebärmutterhalskrebs erkrankt sei. Im Februar 2009 wurde bekannt, dass der Krebs Metastasen gebildet und Jade Goody nur noch wenige Wochen zu leben habe. Goody zog sich nicht aus der Öffentlichkeit zurück, sondern ließ die Presse weiter über ihr Privatleben berichten, was ein breites nationales und auch internationales Medienecho auslöste. Die Einnahmen aus Presse-Tantiemen sollen Goodys beiden Kindern zugutekommen. Am 22. Februar 2009 heiratete sie ihren Freund Jack Tweed. Am 22. März 2009 erlag Jade Goody dem Krebsleiden.

## Auftritte in Fernsehsendungen
- 2002: Big Brother 3
- 2007: Dokumentation Living With Jade Goody vom britischen Privatsender „Living TV“[10]
- 2007: Celebrity Big Brother 5
- 2008: „Big Boss“ (Indien)

## Veröffentlichungen

### Bücher
- Jade: My Autobiography (2006), Harper Collins Publ. UK, ISBN 978-0-00-722491-3.
- Christmas Dinner with Jade Goody (2007)
- Jade: Catch a Falling Star (2008), John Blake Publishing Ltd, ISBN 978-1-84454-681-7.
- Jade: Fighting to the End, John Blake Publishing Ltd, 2009, ISBN 978-1-84454-813-2.
- Jade: Forever in My Heart. HarperCollins Publishers Ltd, April 2009, ISBN 978-0-00-723718-0.
- Jade: How it All Began My First Book: In the Beginning. John Blake Publishing Ltd, Oktober 2009, ISBN 978-1-84454-753-1.

### Fitness-DVD
- Jade’s All new diet by Jade Goody and Steve Kemsley (2003)
- Jade (2002) by Jade Goody and Steve Kemsley (2004)
- Jade’s Workout / Workout with Helen – The „Girls“ from Big Brother - by Jade Goody and Helen Adams (2004)
- Jade’s Shape Challenge by Jade Goody (2006)
- The Big BrotherCollection: Jade’s Dance Workout, Dance Workout with Helen Adams and Latino Dance Workout with Nadia (2002) by Jade Goody, Helen Adams and Nadia Almada (2005)

### Duftserien
- 2006: Shh…Jade Goody
- 2008: Controversial